# Borgmästartrappan

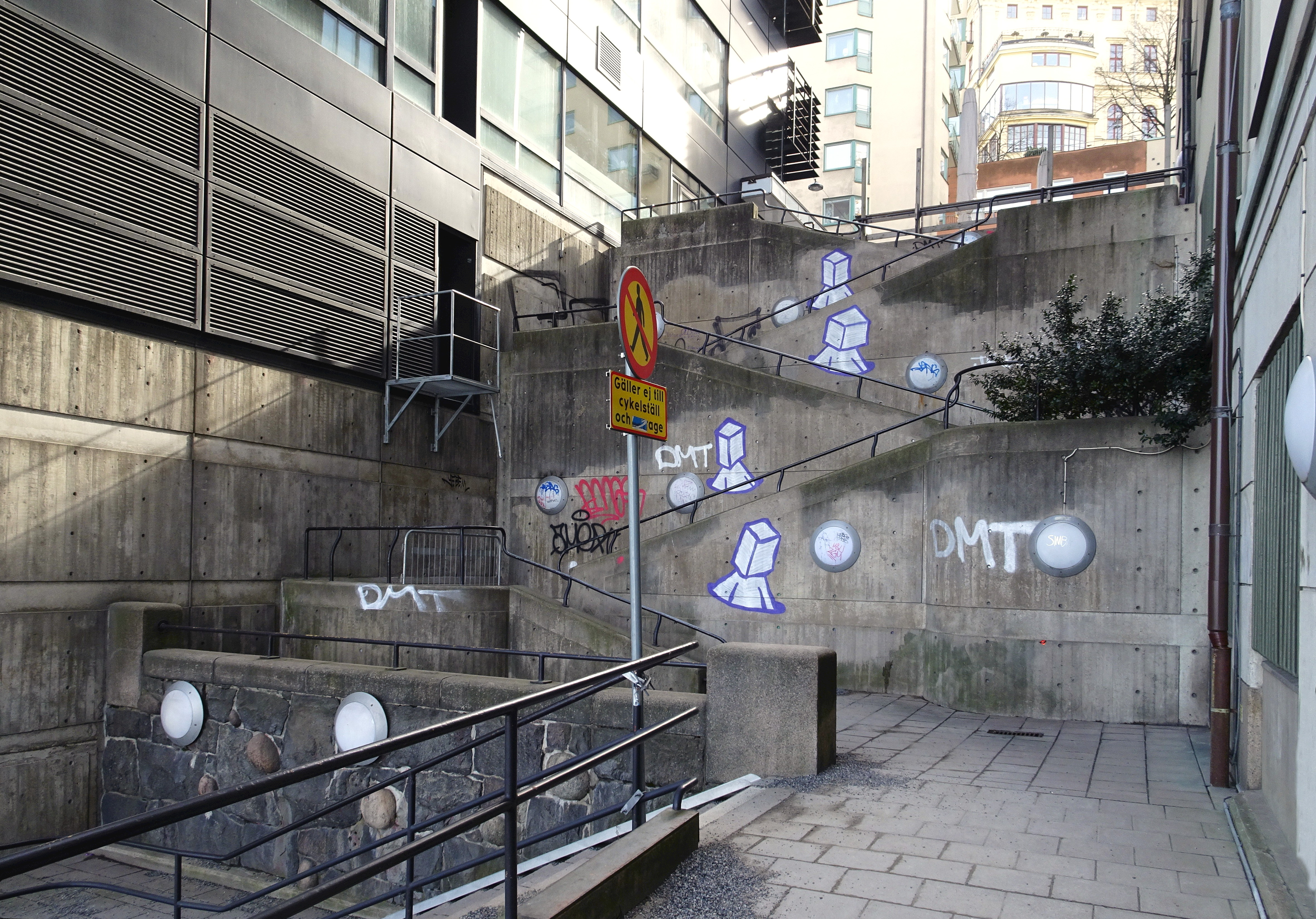
Borgmästartrappan, mars 2019.

Borgmästartrappan är en offentlig trappa på Södermalm i Stockholm. Trappan ligger mellan gamla och nya KF-huset och förbinder Stadsgården med Katarinavägen.  

## Historik

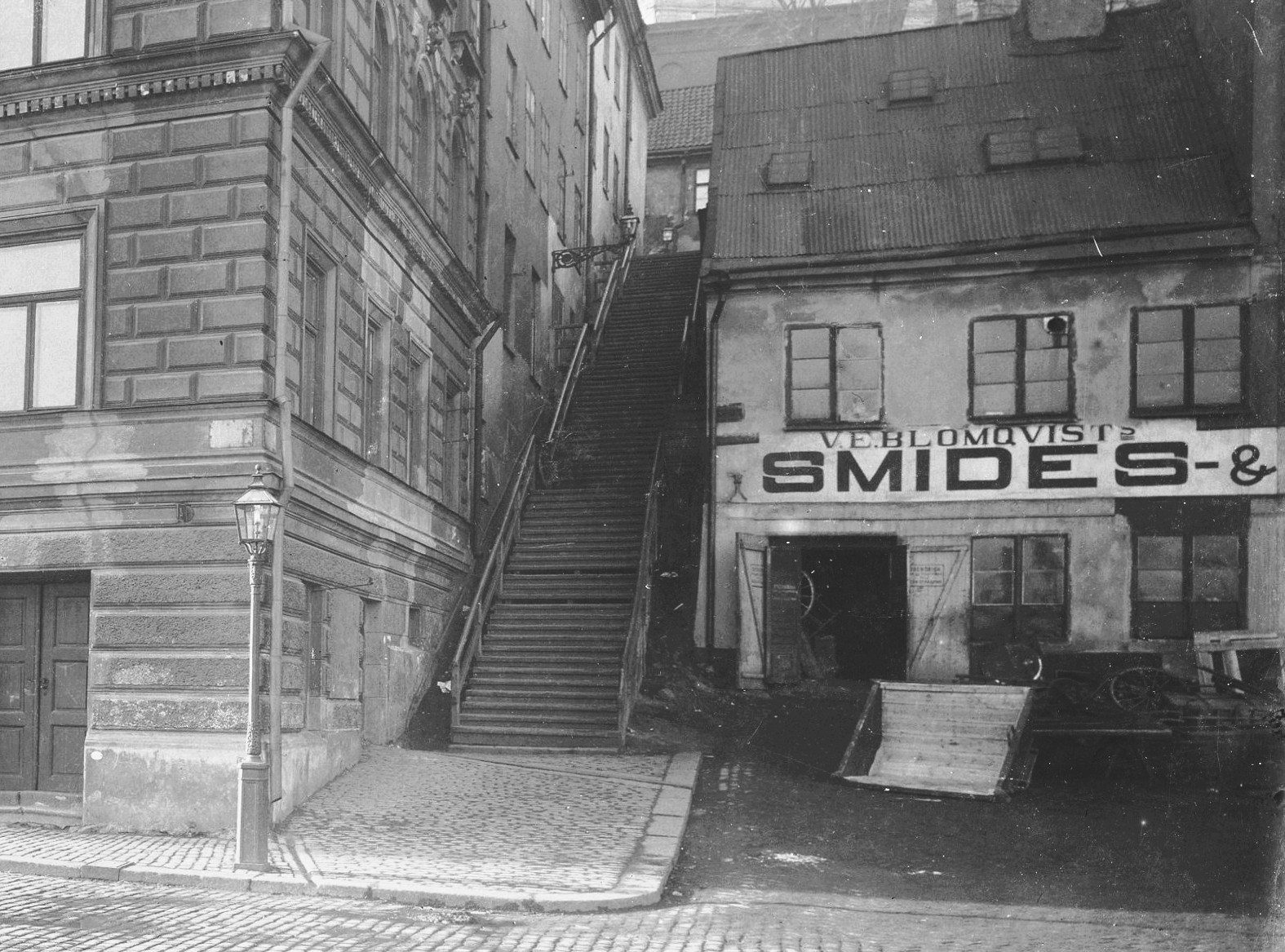
Raka Borgmästartrappan, cirka 1900.

En rak trappa har funnits på denna plats redan på 1600-talet. Den gick mellan Stadsgården och Stora Glasbruksgatan (föregångare till Katarinavägen). Som framgår i ett dokument från 1690-talet utgjorde trappan den västra begränsningen till Borgmestaren Olof Hanssons Huus. 1716 talas det om Sahlig Herr Borgmästaren Olof Hanssons Stenhus i anslutning till trapporna. Denna borgmästare var den förmögne grosshandlaren Olof Hansson Törne (adlad Törnflycht). På Petrus Tillaeus karta från 1733 har trappan namnet Borgmäster trappor.
I takt med att bebyggelsen i kvarteren Tranbodarna och Glasbruket nedre förändrades under tidens gång har även trappan ändrad skepnad. Den ursprungligen raka formen övergavs när Drottsgården och gamla KF-huset uppfördes 1909 respektive 1912. Då fick trappan även sitt nuvarande namn. Istället för en lång rak trappa anordnades flera, i sidled förskjutna trapplopp som klättra uppför branten till den då nyanlagda Katarinavägen. Längst ner och högst upp avslutades trappanläggningen med korta raka lopp. Trappstegen var av granit och räcken av smidesrör som bars upp av bastanta granitstolpar. Varje trappavsats utformades som en liten utsiktsplattform med blick över Stadsgården och Stockholms inlopp.

## Dagens trappa

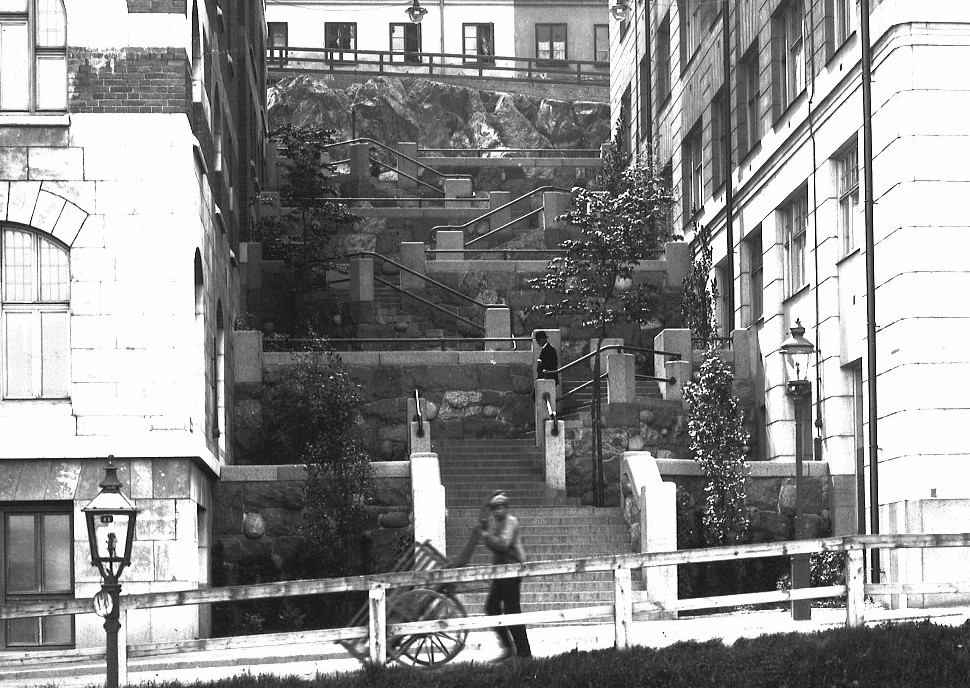
Borgmästartrappan 1913.

I början av 1970-talet revs Drottsgården och med den även Borgmästartrappan från 1912. På platsen uppfördes nya KF-Glashuset som stod färdigt 1975. Nuvarande Borgmästartrappan ritades av KF-husets arkitekt, Jan Lunding på KFAI:s arkitektkontor och byggdes samtidigt med huset. 
Trappan utformades i likhet med sin föregångare genom i sidled förskjutna trapplopp, dock av betong. Med stående brädform och släta horisontella insättningar ansluter den gestaltningsmässigt till KF-husets betongsockel. Trappan är uppdelad i fem lopp med totalt 56 steg som klarar nivåskillnaden på 10,4 meter. Båda KF-husen inklusive trappan är grönmärkta av Stadsmuseet i Stockholm, vilket innebär "att bebyggelsen bedöms vara särskilt värdefull från historisk, kulturhistorisk, miljömässig eller konstnärlig synpunkt".

## Andra trappor i närheten
- Lokattens trappor
- Harald Lindbergs trappor
- Dihlströms trappor
- Söderbergs trappor